# アメリカ電気学会
アメリカ電気学会（アメリカでんきがっかい、AIEE: American Institute of Electrical Engineers）は、1884年から1962年まで存在した、アメリカ合衆国に本拠を置く電気工学の学会である。1963年1月1日にアメリカ無線学会(IRE)と合併してIEEE(Institute of Electrical and Electronics Engineers)となった。

## 歴史
AIEEの1884年の創設時の会員には、ニコラ・テスラ、トーマス・エジソン、エリフ・トムソン、エドウィン・J・ヒューストン、エドワード・ウェストンなどの当時の電気工学の分野で著名な発明家や革新者が含まれていた。AIEEの目的は、「電気の生産と利用、そしてこれらの産業で雇用されている人々の福祉に関連する技術と科学を促進すること: 社会的交流、専門論文の講読と議論、そして、そのようにして得られた情報の会員および同僚の間での出版による循環によって」である。AIEEの最初の会長は、ウエスタンユニオン電信会社社長のNorvin Greenだった。他の著名なAIEE会長には、アレクサンダー・グラハム・ベル（1891年 - 1892年）、チャールズ・プロテウス・スタインメッツ（1901年 - 1902年）、ビオン・J・アーノルド（1903年 - 1904年）、シュイラー・ウィーラー（1905年 - 1906年）、デュガルド・C・ジャクソン（1910年 - 1911年）、ラルフ・D・マーション（1912年 - 1913年）、ミカエル・ピューピン（1925年 - 1926年）、Titus G. LeClair（1950年 - 1951年）がいる。
AIEEの初の技術会議は、1884年にペンシルベニア州フィラデルフィアで開催された国際電気展示会（10月7日-8日、フランクリン研究所）の会期中に開かれた。その後数年間は主にニューヨークで活動し、1902年にAIEEは地方支部の設立を承認した。最初はアメリカ国内で作られ、後に他の国でも設立された。最初に設立されたのは1902年のシカゴ支部とイサカ支部で、アメリカ国外で最初に設立された支部は1903年のカナダ・トロント支部だった。1903年には最初の技術委員会（高圧送電委員会）が設立された。標準化に関する作業は、1891年の「単位と標準に関する委員会」の設立により開始され、配線標準化委員会がそれに続いた。
1946年にAIEEに「大規模計算に関する小委員会」（現 IEEE Computer Society）が設立されたことは、計算機工学の歴史における重要な里程標と考えられている。専門職協会が電子技術におけるコンピュータとその利用技術の重要性を認識したのは、これが初めてのことであった 。
AIEEが初期に対象としていた技術分野は、電力、照明、有線通信だった。電波と無線通信は、1912年に設立された競合学会であるアメリカ無線学会(IRE)が主な対象としていた。1940年代の無線技術のダイナミックな成長と新しい電子工学という分野の出現により、1950年代から1960年代初頭にかけてIREは急速な成長を見せ、より多くの研究者・学生を惹きつけた。1957年には、IREは約55,500人の会員を擁し、会員数でAIEEを上回った。1962年には、AIEEの57,000人に対してIREは96,500人の会員を擁していた。
AIEEとIREは1963年に合併してInstitute of Electrical and Electronics Engineers(IEEE)となり、やがて世界最大の技術学会となった。